# Basso di Nizza
Basso (Nizza, 182 circa – Nizza, 5 dicembre 250) è considerato tradizionalmente il primo vescovo di Nizza. Subì il martirio ed è venerato come santo.
È il patrono di Cupra Marittima.

## Agiografia
Venne eletto vescovo della sua città natale intorno al 230 e fino al 244 governò la comunità cristiana di Nizza con grande merito e devozione.

L'imperatore Decio, dopo la sua ascesa al trono, volle ricondurre in auge le antiche tradizioni romane. A tal fine, giudicando politicamente pericolosa la dottrina cristiana, rinnovò le persecuzioni contro di essa.
Pertanto il vescovo Basso riparò presso alcune famiglie cristiane; ben presto però, per evitare pericoli agli ospiti, decise di costituirsi alle autorità romane.

Venne interrogato, minacciato, imprigionato e torturato con il cavalletto, (strumento di tortura tramite il quale le mani e i piedi venivano legati e tirati in direzioni opposte) mentre gli venivano applicate delle lastre di metallo arroventate sui fianchi, ma nonostante la sofferenza per le torture non abiurò e venne pertanto condannato a morte.

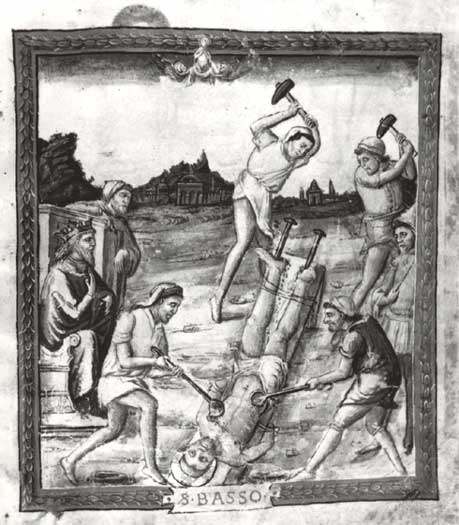
Martirio di San Basso

La pena capitale, inflittagli il 5 dicembre 250, giorno del martirio, fu unica nella sua crudeltà: venne infatti trafitto con due lunghi chiodi, usati nel porto di Nizza per costruire navi, che lo attraversarono dai piedi fino alla testa.

Secondo la tradizione il corpo di San Basso fu portato da Nizza a Cupra per mare agli inizi del VI secolo. 
Cupra fu scelta da profughi nizzardi perché aveva probabilmente soccorso questa città durante la carestia dei primi anni del VI secolo; essi vennero e si stabilirono a nord della città, in una zona che dal XVI secolo ad oggi la tradizione popolare continua a chiamare Nizza, nei pressi del famoso porto della Cupra romana. 
Successivamente si spostarono presso la sorgente dell'Acqua Santa, recando seco il corpo del santo. La sorgente fu poi detta di San Basso.

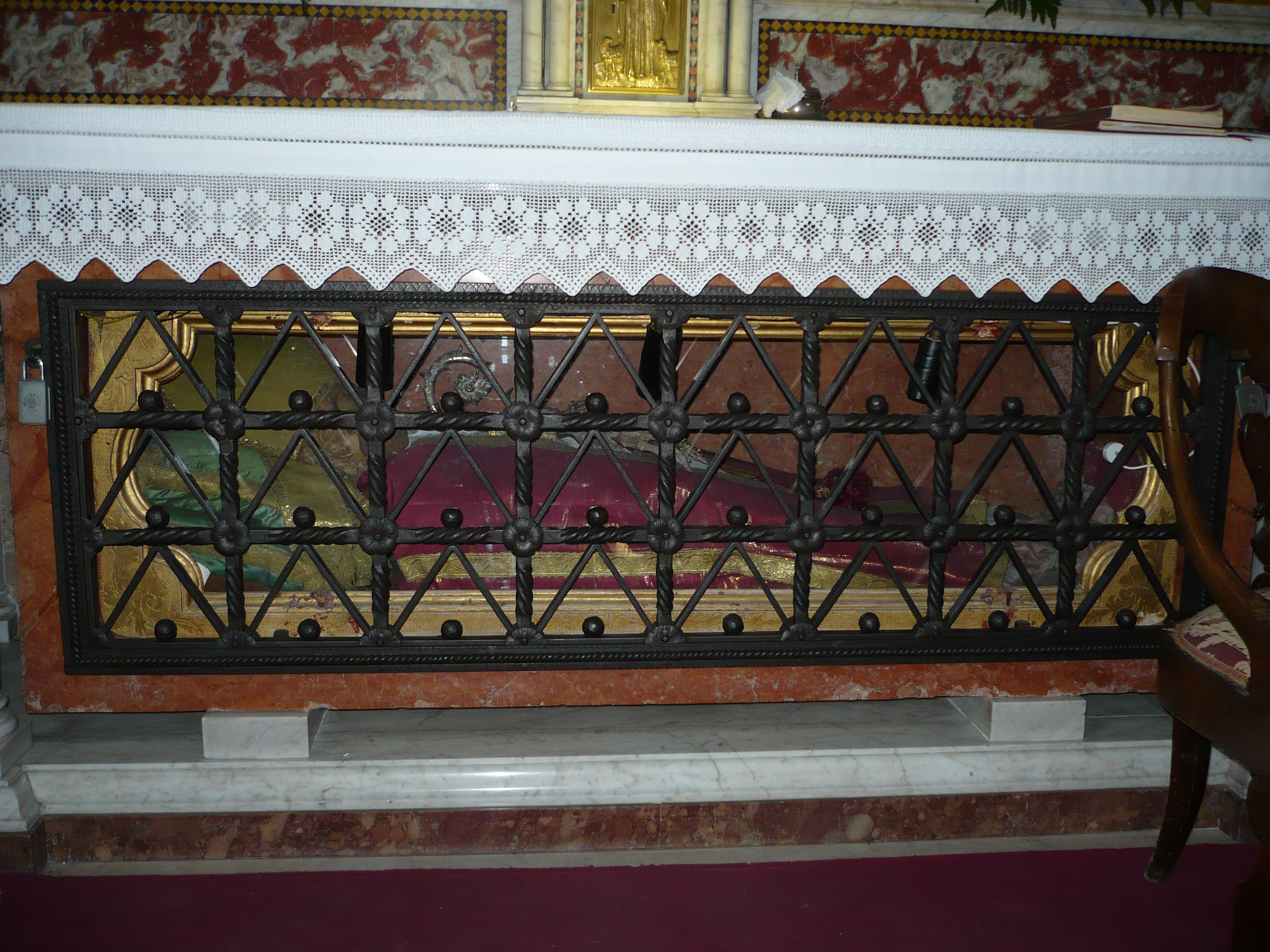
Urna di San Basso

Nella zona sorse infatti la Pieve di San Basso alla Civita o di San Basso fora (sec.IX) che conservò a lungo il sepolcro del santo, il cui corpo venne spostato solo nel secolo X a Marano, prima presso la chiesa matrice di Santa Maria in Castello e più tardi nella nuova chiesa di San Basso in Marano, dove restò fino al 1876.

Dal 1876 al 1887 il corpo del Santo fu accolto nella chiesa dell'Annunziata (paese alto), nell'attesa che si costruisse la chiesa intitolata ai santi Margherita e Basso in Cupra Marittima che ospita, da più di un secolo, il corpo del santo, sotto l'altare maggiore.

Esso è attualmente conservato in un'urna di marmo rosso di Verona. Risulta privo del braccio e dell'avambraccio destro; il braccio venne inviato quale reliquia nel 1750 ai nizzardi, poiché richiesta dal loro Vescovo, e attualmente è conservato in un'urna d'argento nella Cattedrale di Nizza.

## Controversie sull'identità
Secondo alcune ricerche, prima del 1583, quando il suo nome fu inserito nel Martirologio Romano da Cesare Baronio, egli era sconosciuto nella zona di Nizza, non comparendo negli elenchi episcopali della città (una volta chiamata Nicea, presso il fiume Varo). 
Secondo queste fonti sarebbe pertanto più probabile che fosse vescovo della Nicea di Bitinia e che sia stato ucciso sotto gli imperatori Decio e Valeriano (251 o 253 circa).
Secondo altre fonti il san Basso venerato in Italia potrebbe essere identificato nel martire Dasio di Dorostoro, chiamato anche Basso, di cui parte delle reliquie furono trasferite ad Ancona; da lì il culto si sarebbe diffuso sulla costa adriatica, come a Cupra Marittima, Termoli, Fermo, Ascoli Piceno, a Malamocco in Venezia e a Capodistria.
D'altra parte il pievano Bartolomeo Brancadoro riporta nel 1494 due antiche iscrizioni sepolcrali ritrovate a suo tempo, l'una sopra il sepolcro di pietra che racchiudeva il Sacro Corpo: Hic Iacet Corpus Sancti Bassi Episcopi Et Martyris Nicee e l'altra quasi ai piedi del sepolcro: Corpus Sancti Bassi Episcopi Et Martyris Niciensis, che sconfesserebbero l'ipotesi precedente.
Esiste comunque, tuttora, una disputa non sanata sulle reliquie del santo, fra Termoli e Cupra Marittima.
Vi è inoltre la tradizione di Lucera, secondo la quale il corpo del primo vescovo della città, San Basso da Lucera, sarebbe stato trafugato e portato a Termoli.